# Coupe de France féminine de cyclisme sur route 2024
Cet article traite uniquement de la compétition féminine. Pour les résultats de la compétition masculine, voir Coupe de France de cyclisme sur route 2024.
Navigation
Coupe de France 2023 Coupe de France 2025
La Coupe de France féminine de cyclisme sur route 2024 est la 25e édition de la Coupe de France féminine de cyclisme sur route. 

## Coupe de France Femmes Elites

### Résultats
| Date         | Course                         | Vainqueur           | Deuxième         | Troisième       |
| ------------ | ------------------------------ | ------------------- | ---------------- | --------------- |
| 14 avril     | Grand Prix de Chambéry         | Lore De Schepper    | Évita Muzic      | Erica Magnaldi  |
| 3 mai        | La Classique Morbihan          | Eleonora Gasparrini | Marta Lach       | Jade Wiel       |
| 4 mai        | Grand Prix du Morbihan Féminin | Silvia Persico      | Victoire Berteau | Marta Lach      |
| 2 juin       | Alpes Grésivaudan Classic      | Marion Bunel        | Évita Muzic      | Julie Bego      |
| 21 juillet   | La Picto-Charentaise           | Sheyla Gutiérrez    | Emma Norsgaard   | Eline Jansen    |
| 30 juillet   | Kreiz Breizh Elites Dames      | Anouska Koster      | Alice Wood       | Marta Jaskulska |
| 8 septembre  | La Choralis Fourmies Féminine  | Silvia Zanardi      | Cat Ferguson     | Martina Alzini  |
| 15 septembre | Grand Prix d'Isbergues féminin | Maaike Boogaard     | Victoire Berteau | Alba Teruel     |

### Classement final
|     | Nom              | Equipe             | Points |
| --- | ---------------- | ------------------ | ------ |
| 1re | Giada Borghesi   | BTC City Ljubljana | 88     |
| 2e  | Victoire Berteau | Cofidis            | 82     |
| 3e  | Jade Wiel        | FDJ-Suez           | 72     |

|     | Equipe                      | Points |
| --- | --------------------------- | ------ |
| 1re | Ceratizit-WNT               | 311    |
| 2e  | Saint Michel-Mavic-Auber 93 | 297    |
| 3e  | Arkéa-B&B Hotels            | 271    |

## Coupe de France Femmes National

### Résultats
| Date                  | Course                                        | Vainqueur             | Deuxième                | Troisième               |
| --------------------- | --------------------------------------------- | --------------------- | ----------------------- | ----------------------- |
| 23 mars               | Boucles Guégonnaises Femmes                   | Ema Comte             | Léane Tabu              | Amalia Debarges         |
| 28 avril              | Chrono 47 (Contre-la-montre par équipes)      | VC Morteau Montbenoit | Team féminin Chambéry   | Lanester Women Morbihan |
| 16 juin               | Classic Féminine de Vienne Nouvelle-Aquitaine | Justine Gegu          | Océane Goergen          | Élisa Lemétayer         |
| 29 juin               | Classique Féminine du Val de Morteau          | Amalia Debarges       | Justine Gegu            | Alexandra Valade        |
| 30 août-1er septembre | Pointe du Raz Ladies Classic                  | Clémence Latimier     | Marie-Morgane Le Deunff | Ema Comte               |

### Classement final
|     | Nom               | Equipe                               | Points |
| --- | ----------------- | ------------------------------------ | ------ |
| 1re | Justine Gegu      | Team Elles Groupama Pays de la Loire | 109    |
| 2e  | Ema Comte         | Chambéry Cyclisme Compétition        | 80     |
| 3e  | Clémence Latimier | Chambéry Cyclisme Compétition        | 76     |

|     | Equipe                               | Points |
| --- | ------------------------------------ | ------ |
| 1re | Chambéry Cyclisme Compétition        | 301    |
| 2e  | Team Elles Groupama Pays de la Loire | 235    |
| 3e  | Lanester Women Morbihan              | 166    |